# Shikahogh
Shikahogh (en arménien Շիկահող) est une communauté rurale du marz de Syunik en Arménie. En 2008, elle compte 184 habitants.
Shikahogh est traversée par la M17.